# San Pedro y San Pablo Ayutla
San Pedro y San Pablo Ayutla è un comune del Messico, situato nello stato di Oaxaca.